# Kiekkoreipas
Kiekkoreipas je profesionální finský hokejový tým. Byl založen v roce 1975. Zánik A-mužstva přišel roku 1989. Dnes za tým nastupují jen Dorost a Junioři. Největší úspěch klubu je postup do SM-liga v roce 1976.